# Жердевская волость
Жердевская волость — историческая административно-территориальная единица в составе Покровского уезда Владимирской губернии.

## История
В середине XII — начале XIII веков территория принадлежала Ростово-Суздальскому княжеству.

## Населённые пункты
По данным на 1905 год из книги Список населённых мест Владимирской губернии в Жердевскую волость входили следующие населённые места:
- Артемьево
- Афонасово
- Бабурино
- Бардово
- Бельцы
- Власьево
- Данутинский погост
- Демидово
- Ефремово (при ней ткацкая фабрика Герасимова)
- Желдыбино
- Жердево
- Жердеево (при ней лесные сторожки П.П. Соловьёва, М.А. Недыхляевой)
- Каменка (при ней лесная сторожка М.А. Недыхляевой)
- Кипрево (при ней ткацкая фабрика Смирнова)
- Климково
- Костешово
- Кудрино (при ней лесная сторожка П.П. Соловьёва)
- Кутуково
- Маринкино
- Митино
- Недюрево
- Никиткино (при ней лесная сторожка М.А. Недыхляевой)
- Савельево
- Савино (сельцо)
- Слободка
- Смольнево (при нём погост и усадьбы П.А. Соловьева и А.А. Соловьева)
- Старково
- Трутнево
- Хвостово

## Волостное правление
По данным на 1900 год: волостной старшина — Алексей Иванович Страхов, писарь — Иван Никитич Никитин.
По данным на 1910 год: волостной старшина — Яков Иевлев, писарь — Михаил Максимов

## Население
В 1890 году Жердевская волость Покровского уезда включает 16305 десятин крестьянской земли, 28 селений, 1151 крестьянских дворов (13 не крестьянских), 6853 душ обоего пола. Административным центром волости была деревня Желдыбино.

## Промыслы
По данным на 1895 год жители волости занимались отхожими промыслами (плотники в Москве, сезонные фабричные рабочие, красильники, маляры, портные, медники, печники, колбасники) и местными промыслами (размотка шёлка сырца, размотка шёлка на катушки, ткачество, изготовление колёс). В начале XX века осенью собирали на полях мелкие камни и складывали их в кучи у края дороги, зимой крестьяне продавали их на ближайших железнодорожных станциях. Сбором камней занимались в северных волостях уезда: Дубковской, Жаровской, Жердевской, Коробовщинской, Овчиннинской, Фуниково-Горской. Камень продавали по 13—18 рублей за кубический сажень.